# アルダハン
アルダハン（トルコ語: Ardahan）は、トルコ北東部、グルジアとの国境地帯にある都市。アルダハン県の県都である。

## 歴史

### 古代から中世
古代、中世にわたってアルメニア王国のグガルク州アルダハン郡に属したが、9世紀に現在のアルダヌチにあったバグラティード朝の王子に征服された。9世紀から11世紀にかけて、アッバース朝と黒海地方との一大交易地になったが、アラブの歴史家アンティオキアのヤヒアによると1021年にビザンティン帝国が襲撃し、人々は虐殺され街は焦土と化した。1230年代にモンゴル帝国に支配されたが、1266年にグルジアのサムツヘ＝サータバゴ公国が奪還。1555年に同国がオスマン帝国に併合されるとアルダハン県が組織され、要塞が築かれた。1640年代にアルダハンを訪れた旅行家のエヴリヤ・チェレビは次のように記している。「アルダハンの要塞は近づきがたい断崖の頂にあり、正方形をしていて頑強である・・・。寒冷な気候のため、庭園や果樹園はない。青果はアジャリアやトルトゥムの要塞から調達される」

### 近現代
1828年の露土戦争直前には400世帯が暮らし、その大多数がアルメニア人であったが、後にその多くがロシアに移った。1877年の露土戦争でロシア帝国のカルス州に属した。住民はアルメニア人が多数派を占め、そのほかグルジア人、ギリシャ人、ユダヤ人、ロシア人、トルコ人、ヤズィーディーなどがいた。農産品、ラム肉の燻製、小麦や木材の生産・輸出で繁栄を遂げ、アハルカラキ（現 グルジア）、カルス（現 トルコ）、オルトゥ（現 トルコ）とも道路でむすばれた。第一次世界大戦が勃発すると、1914年12月25日にオスマン軍がアルダハンに進駐、そこで大量のアルメニア系、グルジア系住民が虐殺された。翌年6月3日にロシア軍が奪還するも、一部の住民は郷土を捨てて逃げていった。
10月革命でロシア軍は撤退し、少数のアルメニア人民兵がオスマン軍から町を防衛するようになった。しかし1918年5月6日、地元のムスリムの支援も受けたオスマン軍がアルメニア人の要塞を制圧し、再び占領した。第一次大戦が終結するとイギリス軍が統治し、アルメニア第一共和国に引き継がれたが、1920年11月にトルコ人のナショナリストによって再び占領され、残っていたアルメニア系、グルジア系住民はそれぞれの祖国へ逃れた。その翌年にソビエト連邦とトルコの二国間で締結されたモスクワ条約で、アルダハンはトルコ領であることが明記された。
1960年の人口は7228人で、住民はクルド人とトルコ人が大部分を占める。

## 今日のアルダハン
県都としては国内で最も小さい部類に入り、1993年にアルダハン地区が県に昇格するまではカルス県の小さな町でしかなかった。県の設立にともなって官公庁やサービスに投資されるようになったが、山あいにあるため一年のうち半分が雪に閉ざされる。
カルス・カフカース大学がある。かつてのオスマン軍の要塞には現在でも軍が駐留し、観光客は立ち入れない。地域経済を支援するため役人、学者、軍関係者が滞在している。ホテルも数軒あるが観光客はグルジアで宿を取るためトラック運転手が主である。
かたい黄色のカシャールチーズ、畜産市場、ガチョウで知られる。

## 気候
| アルダハンの気候       | アルダハンの気候 | アルダハンの気候 | アルダハンの気候 | アルダハンの気候 | アルダハンの気候 | アルダハンの気候 | アルダハンの気候 | アルダハンの気候 | アルダハンの気候 | アルダハンの気候 | アルダハンの気候 | アルダハンの気候 | アルダハンの気候 |
| 月                     | 1月              | 2月              | 3月              | 4月              | 5月              | 6月              | 7月              | 8月              | 9月              | 10月             | 11月             | 12月             | 年               |
| ---------------------- | ---------------- | ---------------- | ---------------- | ---------------- | ---------------- | ---------------- | ---------------- | ---------------- | ---------------- | ---------------- | ---------------- | ---------------- | ---------------- |
| 平均最高気温 °C （°F） | −4 (25)          | −3 (27)          | 1 (34)           | 10 (50)          | 15 (59)          | 19 (66)          | 23 (73)          | 24 (75)          | 20 (68)          | 13 (55)          | 6 (43)           | −2 (28)          | 10 (50)          |
| 日平均気温 °C （°F）   | −10 (14)         | −9 (16)          | −3 (27)          | 4 (39)           | 9 (48)           | 12 (54)          | 16 (61)          | 15 (59)          | 12 (54)          | 6 (43)           | 1 (34)           | −7 (19)          | 3 (37)           |
| 平均最低気温 °C （°F） | −17 (1)          | −16 (3)          | −9 (16)          | −1 (30)          | 2 (36)           | 5 (41)           | 8 (46)           | 7 (45)           | 3 (37)           | −1 (30)          | −5 (23)          | −12 (10)         | −2 (28)          |
| 降水量 mm （inch）     | 15 (0.59)        | 20 (0.79)        | 25 (0.98)        | 48 (1.89)        | 80 (3.15)        | 87 (3.43)        | 64 (2.52)        | 59 (2.32)        | 32 (1.26)        | 33 (1.3)         | 28 (1.1)         | 21 (0.83)        | 512 (20.16)      |
| 出典：Weatherbase      |                  |                  |                  |                  |                  |                  |                  |                  |                  |                  |                  |                  |                  |

## 祝祭日
地元の祝日
- 2月23日 - 自由の日
- 3月18日 - チャナッカレ戦勝記念日
- 3月21日 - 空軍兵追悼記念日
- 6月24日 - セルジューク朝に征服された日
- 10月10日 - ラム伝来日

祭日
- 8月20日 - 動物とその生産物の祭り
- 11月18日 - ガチョウ祭り

## 姉妹都市
- アハルツィヘ（ジョージア）
- グローズヌイ（ロシア）